# 阿波村 (三重県)
阿波村（あわむら）は、嘗て三重県阿山郡に存在した村である。当初は山田郡所属であった。現在は伊賀市の一部。

## 概要
阿波村は周囲にその時あった下阿波村・猿野村・富永村・上阿波村の4村を1888年（明治21年）4月25日公布、1889年（明治22年）4月1日に施行された市制・町村制により同日誕生した。一時、意見が中で割れ衝突があったが、妥協して円満に合併する事に決まった。こうして、昭和30年（1955年）に大山田村が誕生するまでの間、阿波村が存在した。各村では村会議員を公選してその議員で構成で組織する村会でもって、村長を選任した。初代阿波村村長には阿波直三郎が選ばれ、村長の下に助役（米野新治郎）・収入役・書記等の職員を置き、戸長から引き継いだ業務の上新しい村政の運営を開始した。（定数11人）

## 新村組織時の旧村実態
明治22年4月時
阿拝山田郡 町村分合下調書類では、
上阿波村は人口985人で戸数は200戸。資力は国税が1429円42銭9厘、地方税が448円60銭3厘、村費が180円67銭3厘である。区域反別では田は83.7791町、畑が28.9508町、宅地が10.6229町、山林が676.3502町、原野が1.1312町、雑種地が4316町である。
猿野村は人口が334人で戸数が68戸。資力は国税が699円27銭9厘、地方税が181円73銭、村費が77円67銭である。区域反別で田は41.0328町、畑は11.6112町、宅地は4.3604町、山林が192.1913町、原野が6418町、雑種地は1503町である。
富永村は人口が351人で戸数が70戸。資力は国税が762円55銭7厘、地方税が193円91銭8厘、村費が85円54銭7厘である。区域反別では田が46.3415町、畑が6.4321町、宅地が4.9616町、山林が178.2624町、原野が2421町、雑種地が3425町である。
下阿波村は人口が737人で戸数が159戸。資力は国税が1467円19銭6厘、地方税が390円89銭4厘、村費が169円22銭3厘である。区域反別で田は86.6356町、畑が16.4522町、宅地が8.2104町、山林が346.7521町、原野が6219町、雑種地が3502町である。
郡制最後の年の大正13年（1924年）時
阿波村は人口が2578人で戸数が443戸。資力は892万8440円で、地方税が1362万2780円、村費が1679万2590円である。区域反別だと田が256.7801町、畑が67.5109町、宅地が24.9506町、山林1495.3209町、原野が2.2706町、雑種地・その他は2628町である。

## 町村吏員
（明治28年 郡治要覧より）村長・助役・収入役・書記・附属員は各一人の計5人で、常設委員と区長及同代理者はいない。報酬給料（年額）は村長は20円、助役が75円、収入役が36円、附属員が36円である。

## 歴代村長
- 初代：阿波直三郎 明治22年5月25日〜明治22年12月15日
- 2代：大森牛之助 明治24年12月15日〜明治30年6月12日
- 3代：蛭澤亦三郎 明治30年6月12日〜明治35年9月4日
- 4代：惠村安造 明治35年9月4日〜明治37年5月22日
- 5代：蛭澤亦三郎 明治37年5月22日〜明治45年5月22日[要検証 – ノート]
- 6代：蛭澤栄助 大正元年8月3日〜大正3年2月8日
- 7代：蛭澤亦三郎 大正3年2月8日〜大正5年12月22日
- 8代：福井芳之助 大正5年12月22日〜大正11年11月17日
- 9代：谷口吉太郎 大正11年11月17日〜昭和4年5月3日
- 10代：富野惣助 昭和4年5月3日〜昭和14年12月12日
- 11代：安岡成保 昭和14年12月12日〜昭和20年8月30日
- 12代：西光男 昭和20年8月30日〜昭和22年4月5日
- 13代：谷口吉太郎 昭和22年4月5日〜昭和24年3月5日
- 14代：猪野金之助 昭和24年3月5日〜昭和30年4月12日

## 三村合併
町村合併促進法により、昭和28年（1953年）10月1日、三重県町村合併促進審議会設置条例が公布され、同条第十条に規定する地方審議会が各地方事務所ごとに設けられ、これらの機関を中心として、合併促進に関する連絡調整、調査審議、啓発宣伝、勧奨及び斡旋などの事務を実施した。それにより議会は昭和28年（1953年）12月21日付で阿波村・布引村・山田村を町村合併の一つとし、これに対する慎重審議をし、計画案を県審議会長に提出した。昭和29年（1954年）4月21日に3村合併合同会議を開き、研究討議の結果地勢、その他慣行上の関係及び住民の意図等を考慮して、合併について真剣かつ実質的にその促進を計ることに結論が到達し、同年5月31日山田村・布引村・阿波村合併促進協議会を設置に関する協議がととのった。
先に定められた町村合併促進協議会規約（同年5月15日公布）の概要は次のとおりである。
- 第1条（町村も目的、名称及び協議会を設ける町村）
  - この協議会は山田村、布引村、阿波村合併促進協議会と称し、関係町村が町村合併促進法第五条の規定に基づいて、町村合併に関する必要な調査、新町村建設計画の策定、その他合併に関する競技を行なうことを目的として設けるものとする。（中略）
- 第3条（協議会の事務所）
  - 協議会の事務所は阿山郡山田村大字平田916番地の1山田村役場に置く。
- 第4条（組織）
  - 協議会は会長及び、委員20人をもって組織する。
- 第5条（会長）
  - 会長は、関係町村の議会の議長及び、長が協議して定めた村長をもってこれに充てる。
- 第6条（委員）
  - 1.関係町村の四階の議長及び副議長
  - 2.関係町村の長及び助役
  - 3.関係町村の区域内の公共的団体等の役員及び職員並びに学識経験者で関係町村の長がその協議により定めた者 9人

この協議会規約第6条に定める委員として同年5月31日に委嘱を受けた者は次のとおりである。
山田村
- 村長（村首長）：中須磨竹治郎
- 助役（村職員）：中半三郎
- 議長（村議会長）：宮本藤吉
- 副議長（村議会）：松岡官一
- 大字代表：岡本藤七
- 農協組合長（団体長）：森岡兼助
- 学識経験者（教育委員長）：稲森亀一

布引村
- 村長（村首長）：馬岡淸也
- 助役（村職員）：前田治郎吉
- 議長（村議会長）吉岡亮太郎
- 副議長（村議会）尾上尚郎
- 大字代表：寺岡勇吉
- 農協組合長（団体長）：廣岡覺平
- 学識経験者（教育委員長）：滝川義政

阿波村
- 村長（村首長）：猪野金之助
- 助役（村職員）：伊藤隆成
- 議長（村議会長）：大森茂一
- 副議長（村議会）：西光男
- 大字代表：奥井良一
- 農協組合長（団体長）：藤井治
- 学識経験者（教育委員長）：安岡成保